# Жавгур
Жавгур (рум. Javgur) — село в Молдові в Чимішлійському районі. Є центром однойменної комуни, до складу якої також входять села Артімоновка та Максімень.